# Dichterliebe
Dichterliebe ("amor de poeta", em alemão) é um ciclo de canções do compositor alemão Robert Schumann (Op. 48) de 1840. Os textos das 16 canções que o compõem vêm do Lyrisches Intermezzo ("Intermezzo lírico") do poeta Heinrich Heine, escrito entre 1822 e 1823 e publicados como parte da obra Das Buch der Lieder. Schumann escolheu desses 20 canções 16 e mudou a sequência e, dessa maneira, o enredo. Em palavras bem românticas e melindrosas, desata-se na sequência das canções um amor, que, como se mostra já a partir da sétima poesia, não tem mais resposta da parceira que casa com outro e deixa o moço com suas dores sozinho.
Depois dos ciclos de canções de Franz Schubert (Die schöne Müllerin e Winterreise), os ciclos de Schumann formam o núcleo central deste gênero na literatura musical.

## Títulos das canções
1. Im wunderschönen Monat Mai
2. Aus meinen Tränen sprießen
3. Die Rose, die Lilie, die Taube, die Sonne
4. Wenn ich in deine Augen seh'
5. Ich will meine Seele tauchen
6. Im Rhein, im heiligen Strome
7. Ich grolle nicht
8. Und wüßten's die Blumen, die kleinen
9. Das ist ein Flöten und Geigen
10. Hör ich das Liedchen klingen
11. Ein Jüngling liebt ein Mädchen
12. Am leuchtenden Sommermorgen
13. Ich hab' im Traum geweinet
14. Allnächtlich im Traume
15. Aus alten Märchen
16. Die alten, bösen Lieder